# Eiichiro Oda
Eiichiro Oda (尾田 栄一郎, Oda Eiichirō, Kumamoto, 1 de janeiro de 1975) é um mangaká, sendo mais conhecido como criador da série One Piece (1997–presente). One Piece é o mangá mais vendido de todos os tempos com 500 milhões de cópias vendidas em todo o mundo, rendendo a Oda o título de um dos autores de ficção mais vendidos. A popularidade da obra resultou em Oda ser nomeado como um dos maiores artistas de todos os tempos que mudou a história dos mangás.
É casado desde 2004 com Chiaki Inaba, que interpretou a personagem Nami durante as performances de palco de One Piece no festival Jump Festa.

## Biografia
Enquanto criança, Oda foi inspirado por viquingues e aspirou se tornar um mangaka. Ainda novo, ele enviou um personagem criado por ele mesmo chamado Pandaman para um mangá clássico de Yudetamago, Kinnukuman, que não apenas foi utilizado em um capítulo do mangá, mas mais tarde retornou como figurante recorrente nos trabalhos do próprio Oda.
Com 17 anos de idade, inspirado por faroestes como Os Jovens Pistoleiros, Oda escreveu Wanted!, obra que levou cerca de 4 meses para ser concluída. Wanted! ganhou diversos prêmios, incluindo o segundo lugar no cobiçado Prêmio Cultural Osamu Tezuka, rendendo a Oda ¥ 500.000, valor o qual ele dividiu com seus pais.
Isso propiciou-lhe um emprego na revista Weekly Shonen Jump, onde inicialmente trabalhou como assistente da série de Shinobu Kaitani Suizan Police Gang, logo em seguida indo trabalhar com Masaya Tokuhiro, auxiliando-o nos títulos Jungle King Tar-chan e Mizu no Tomodachi Kappaman, que lhe deu uma influência inesperada no seu estilo artístico.
Aos 19 anos, ele trabalhou como assistente de ''mangaka'', juntamente a Hiroyuki Takei, criador de Shaman King, para Nobuhiro Watsuki no também famoso mangá Rurouni Kenshin onde se inspirou a fazer o famoso caçador de recompensas Roronoa Zoro um dos espadachins de seu mangá. Durante esse período, ele desenhou duas histórias de pirataria curtas, chamadas "Romance Dawn", onde se inspirou para criar One Piece. Em 1997, One Piece apareceu pela primeira vez na revista Shonen Jump e rapidamente se tornou um dos mangás mais populares do Japão.
São notórias algumas homenagens feitas pelo autor a alguns ídolos refletidas no seu trabalho. Exemplos disso são nos nomes de personagens como Marshall D. Teach (o nome verdadeiro do rapper americado Eminem é Marshall enquanto Teach é uma refêrencia ao Barba Negra da vida real). Há também outras referências aos seus ídolos não somente quanto à nomes, mas também aparências: o design, por exemplo, dos vilões de One Piece, Enel, Jango e Spandam são, respectivamente, homenagens a Eminem, Michael Jackson e possivelmente ao Wrestler Mick Foley.
Oda também teve sua participação no anime One Piece onde ele deu voz ao personagem "Odacchi" - apelido pelo qual o próprio Oda é conhecido - num curta temático de futebol que foi ao ar junto ao 3º longa da série.
De acordo com uma entrevista de Oda para a Shonen Jump, seu vilão favorito de One Piece é Buggy, o Palhaço. Ele chegou a brincar que Buggy foi literalmente juntado de qualquer jeito, numa referência ao poder de Akuma no Mi atribuído ao personagem.
Sua maior influência é Akira Toriyama, criador de Dragon Ball e Dr. Slump.
Em 2007, Oda desenvolveu para a Shonen Jump, em parceria a Toriyama, uma história curta, composta por apenas um capítulo (one-shot) chamada Cross Epoch, na qual era feito um crossover entre personagens das mais famosas séries de ambos, One Piece e Dragon Ball.
Em 2013, Oda  lançou em parceria com Toriyama e  Mitsutoshi Shimabukuro (Criador de Toriko) um especial entre One Piece, Dragon Ball Z e Toriko.

## Trabalhos
- Rurouni Kenshin (atuou como assistente)
- One Piece (1997 - atualmente)
- Wanted! (1998 - composto por uma coleção de one-shots)
  - Wanted! (1992)
  - God's Present for the Future (1993)
  - Itsuki Yakou (1993)
  - Monsters (1994)
  - Romance Dawn (1996)
- Dragon Ball X One Piece: Cross Epoch (2006)
- One Piece x Toriko (2011)

## Popularidade
Em 2008, numa pesquisa realizado pela empresa de pesquisa de marketing Oricon, Eiichiro Oda foi eleito como quinto mangaka favorito do Japão. Ele compartilhou o lugar com Yoshihiro Togashi, criador das célebres séries Hunter x Hunter e Yu Yu Hakusho.
Houve também, numa enquete dos fãs no Japão, onde Eiichiro Oda foi rankeado como o 48º personagem mais popular em One Piece, a despeito do fato deste nunca ter incluído a si mesmo em nenhum capítulo do mangá.